# Lady Saw
Lady Saw (nome artístico de Marion Hall; Saint Mary, Jamaica, 12 de julho de 1968) é uma cantora jamaicana de reggae, conhecida como "a rainha do dancehall".

## Biografia
Hall começou a cantar ao lado de DJs aos quinze anos de idade. Ela logo se tornaria conhecida por suas canções de teor sexual, como "Stab Up De Meat". Seus shows foram banidos em algumas partes da Jamaica, ao mesmo tempo em que intérpretes homens igualmente explícitos não foram. Isto a levou a gravar uma canção intitulada "Freedom of Speech" ("Liberdade de expressão") como forma de protesto. Em 1985, obteve grande êxito na Jamaica com a canção "Hardcore", que foi seguida pela igualmente bem-sucedida "Welding Torch". Ela também gravou "Condom", na qual faz um alerta às garotas sobre os perigos do sexo sem proteção. Até meados da década de 1990, ela havia tornado suas letras mais conscientes a respeito da realidade jamaicana.
Lady Saw é a primeira DJ a vencer um Grammy Award e a vender mais de três milhões de cópias nos Estados Unidos, recebendo um disco de platina tripla da RIAA. Ela também é a primeira mulher intérprete de dancehall a ter seus próprios shows fora da Jamaica. Em janeiro de 2010, ela lançou seu próprio selo musical, a Divas Records.

### Prêmios
- Em 1999, Lady Saw recebeu um disco de ouro da RIAA por sua participação no single "Smile" de Vitamin C.
- Em 2003, Lady Saw recebeu um disco de platina tripla por sua participação no single "Underneath It All", da banda No Doubt.
- Em 2003, Lady Saw recebeu um Grammy Award de melhor performance por uma dupla ou grupo por sua participação em "Underneath It All", da banda No Doubt, que atingiu a terceira posição na Billboard Hot 100.

## Discografia
- 1994: Lover Girl
- 1996: Give Me A Reason
- 1997: Passion
- 1998: Raw, the Best of Lady Saw
- 1998: 99 Ways
- 2004: Strip Tease
- 2007: Walk Out
- 2010: My Way